# R5 (zespół muzyczny)
R5 – amerykański zespół grający gatunek muzyczny pop rock, pochodzący z Los Angeles (Kalifornia). Został utworzony w 2009 roku. składa się z rodzeństwa: Rikera Lyncha, Rydel Lynch, Rocky’ego Lyncha, Rossa Lyncha oraz z bliskiego przyjaciela rodziny Ellingtona Ratliffa. W marcu 2010 wydali album Ready Set Rock EP, a we wrześniu 2013 ukazał się ich debiutancki album studyjny z Hollywood Records.

## Historia

### 2009–2011: Początki iReady Set Rock
R5 składa się z rodzeństwa urodzonych i wychowanych w Littleton w stanie Kolorado. Bracia Ross Lynch, Riker Lynch, Rocky Lynch i ich siostra Rydel Lynch, a także ich przyjaciel Ellington Ratliff. Rodzeństwo od najmłodszych lat interesowało się muzyką, jako dzieci występowali dla rodziny w ich piwnicy. W 2008 Riker (najstarszy brat), w wieku 16 lat postanowił, że chce przenieść się do Los Angeles, by kontynuować karierę aktorską. Cała rodzina przeniosła się do Los Angeles, by mogli zostać razem. Rodzeństwo występowało w wielu reklamach. Czterej bracia, byli członkowie zespołu tanecznego Rage Boyz, dostali wynagrodzenie w serialu So You Think You Can Dance w 2009 roku. W październiku 2009 roku, rodzina spotkała Ellingtona Ratliffa w studiu tańca w Kalifornii. Dowiedziawszy się, że Ratliff (nazywany tak, ponieważ zespół powstał z pierwszych imion członków, Ellington jako jedyny nie ma imiona na R) może grać na perkusji, dołączył do zespołu.
Zespół w dniu 9 marca 2010r. wydał własny album EP zatytułowany Ready Set Rock, składający się z utworów głównie napisanych przez Rikera, Rocky’ego, Rydel, E-Vega i piosenkarza/kompozytora Mauli B. EP został wyprodukowany przez E-Vega. W tych wczesnych latach grali koncerty w całej południowej Kalifornii.

### 2012–2014:LoudiLouder
W kwietniu 2012 roku zespół ogłosił za pośrednictwem swojej stronie internetowej, że podpisali kontrakt z DMG w Hollywood Records i że planują ich pierwszy mini Tour w maju. W połowie 2009 roku R5 zaczął robić serię filmików na YouTube nazwie R5 TV, by pokazać fanom, jacy są naprawdę. Pod koniec 2012 roku, R5 nagrali swój debiut Loud, który został wydany 19 lutego 2013 roku. EP znalazł się w TOP 3 z wykresu iTunes w ciągu 24 godzin od jego wydania. Jeden z czterech utworów na EP „Here Comes Forever” został napisany przez Rikera, Rocky'ego i Rossa.
16 sierpnia 2013 roku singiel z debiutanckiego albumu miał premierę w Radio Disney. „Pass Me By” został wydany cyfrowo w dniu 20 sierpnia 2013 roku. Album Louder został wydany 24 września 2013 r. Louder zajął numer 2 na liście iTunes i został sklasyfikowany jako „hit” na liście albumów roku. Można też zakupić album w wersji Deluxe, gdzie są aż 4 dodatkowe piosenki.

### 2014–2016:Heart Made Up On YouiSometime Last Night
W połowie lipca 2014 zespół R5 ogłosili na stronie internetowej nowy album o nazwie Heart Made Up On You. 22 lipca 2014 został wydany album EP, składający się z czterech utworów: „Heart Made Up On You”, „Things Are Looking Up”, „Easy Love” i „Stay With Me”.
Ponadto 9 czerwca 2014 zespół wydał teledysk do piosenki „Rock That Rock” napisanej dla lizaków „Ring Pop” firmy Candymania. W teledysku ukazują się klipy i zdjęcia nadesłane przez fanów właśnie z lizakami-pierścionkami. Singiel jest śpiewany w większości przez Rydel.
3 września 2014 zespół rozpoczął trasę koncertową R5 Live On Tour koncertem w Orlando. W listopadzie wyszedł jeden z singli, który będzie również na albumie, pt. Smile. Pod koniec roku został opublikowany oficjalny teledysk. Zespół przeniósł też premierę swojego drugiego studyjnego albumu, na 10 lipca 2015 r. Album nazywa się „Sometime Last Night”.  Odniósł on światowy sukces, pojawiając się na pierwszym miejscu w wielu krajach i został okrzyknięty najlepszym albumem w ich karierze. By promować nowe wydanie zespół ruszył w trasę koncertową nazwaną tak samo jak nowy album. W ramach trasy zespół odwiedził Polskę po raz drugi. 

### 2017–obecnie:New Addictions i New Addictions Tour
Po zakończeniu trasy koncertowej Sometime Last Night Tour zespół zajął się kolejnym projektem. Preojektem tym okazała się EP o nazwie New Addictions w całości napisana i wyprodukowana przez członków zespołu, w większości Rossa i Rocky'ego. To pierwszy taki projekt zespołu, w którym nie korzystali z pomocy innych tekściarzy i producentów. Pierwszym singlem została piosenka „If” wyprodukowana przez Rocky'ego, Rossa i Ratliffa, do której zespół nagrał video i umieścił na swoim kanale VEVO. Na EPce znajduje się jeden cover, piosenka „Need You Tonight” zespołu INXS. W maju 2017 zespół koncertował po Stanach Zjednoczonych a od 10 sierpnia w Monterrey, w Meksyku ruszyła europejska część trasy koncertowej. W ramach trasy zaplanowany jest także występ w Polsce z supportem Rylanda Lyncha i meksykańskiego piosenkarza i aktora Jorge Blanco znanego z serialu „Violetta”.

## Dyskografia
R5 w swojej karierze wydali dwa albumy studyjne, cztery EP i kilka z piosenek  z albumu „Sometime Last Night” nagranych na żywo w Greek Theatre, Los Angeles w sierpniu 2015.

### Albumy
- Louder (2013)
- Sometime Last Night (2015)

### EP
- Ready Set Rock (2012)
- Loud (2013)
- Heart Made Up On You (2014)
- New Addictions (2017)

## Trasy koncertowe
- 2012: R5 West Coast Tour
- 2012: 3M Tour
- 2012: R5 East Coast Tour
- 2013: Loud Tour
- 2013: Dancing Out My Pants Tour
- 2014: Louder Tour (trasa ogólnoświatowa)
- 2014: R5 Live On Tour
- 2015: Sometime Last Night Tour (trasa ogólnoświatowa)
- 2017: New Addictions Tour (trasa po Ameryce Północnej i Europie)

## Nazwa fanów
Zespół w swoich oficjalnych postach na Facebooku i Twitterze nazywa swoich fanów jako R5family, chociaż w użyciu jest również R5ers.

## Koncerty w Polsce
5 lutego 2014 roku w warszawskim klubie Proxima odbył się pierwszy w Polsce koncert R5 w ramach Louder Tour. Koncert ten oficjalnie otworzył wymienioną wcześniej trasę. 
Kolejny koncert odbył się 30 września 2015 roku, również w Warszawie w klubie Palladium w ramach tournée o nazwie Sometime Last Night.
Trzeci koncert w Polsce odbył się 22 października 2017 roku. Koncert jest jednym z punktów New Addictions Tour i odbył się w klubie Progresja jako trzeci koncert R5 w Warszawie – jedynym mieście, które dotąd odwiedzili.

## Oficjalny film
Dnia 16 kwietnia 2015 r. w Ameryce został wyemitowany film, który opowiadał o ich życiu w trasie, na koncertach jak i zawierający informacje i materiały, których nie znajdziemy nigdzie indziej. Był on dostępny tylko w wybranych amerykańskich kinach. Nie ma natomiast żadnych informacji, czy kiedykolwiek ukaże się on w Polsce. W ekranizacji Rydel Lynch oraz Ellington Ratliff oficjalnie potwierdzili również swój związek, o którym już od dłuższego czasu krążyły różne plotki.